# كاميلي كوتيه
كاميلي كوتيه هو سياسي كندي، ولد في 12 يناير 1905 في مونتريال في كندا، وتوفي بنفس المكان في 8 ديسمبر 1967. نشط حزبياً في الاتحاد الوطني. وقد انتخب عضو الجمعية الوطنية في كيبك ‏.